# Hanezu no tsuki
Hanezu no tsuki (朱花の月?) è un film del 2011 diretto da Naomi Kawase.